# Across the Black Waters
Across the Black Waters est un roman anglais de l’écrivain indien Mulk Raj Anand, paru en 1939.

## Résumé
Il relate les expériences de Lalu, un cipaye de l’armée indienne, qui combat pendant la Première Guerre mondiale en France contre les Allemands.

## Personnages
Lalu est décrit comme un paysan naïf dont la famille a été expulsée de sa terre et qui n’a qu’une idée vague de la cause de cette guerre.

## Trilogie
Ce livre fait partie d’une trilogie (incluant également The Village et The Sword and the Sickle).
Il rapporte la vie de Lalu luttant pour s’élever du fond de la société indienne.
En arrière-plan se passe le mouvement d’indépendance de l’Inde.
C’est le seul roman indien en anglais qui est basé sur la scène de première guerre mondiale et décrit les expériences de Lalu, qui ne veut que réclamer le morceau de terre que sa famille a perdu en récompense de servir. Mais, quand il retourne de la guerre, il trouve que sa famille est dévastée et ses parents sont morts.

## Thèmes
Les grands thèmes du roman sont la guerre et la mort. On voit également le thème de rencontre de Lalu (un paysan naïf indien) avec la culture occidentale.